# Jenalöbnitz
Jenalöbnitz ist eine Gemeinde im Norden des Saale-Holzland-Kreises und Teil der Verwaltungsgemeinschaft Dornburg-Camburg.

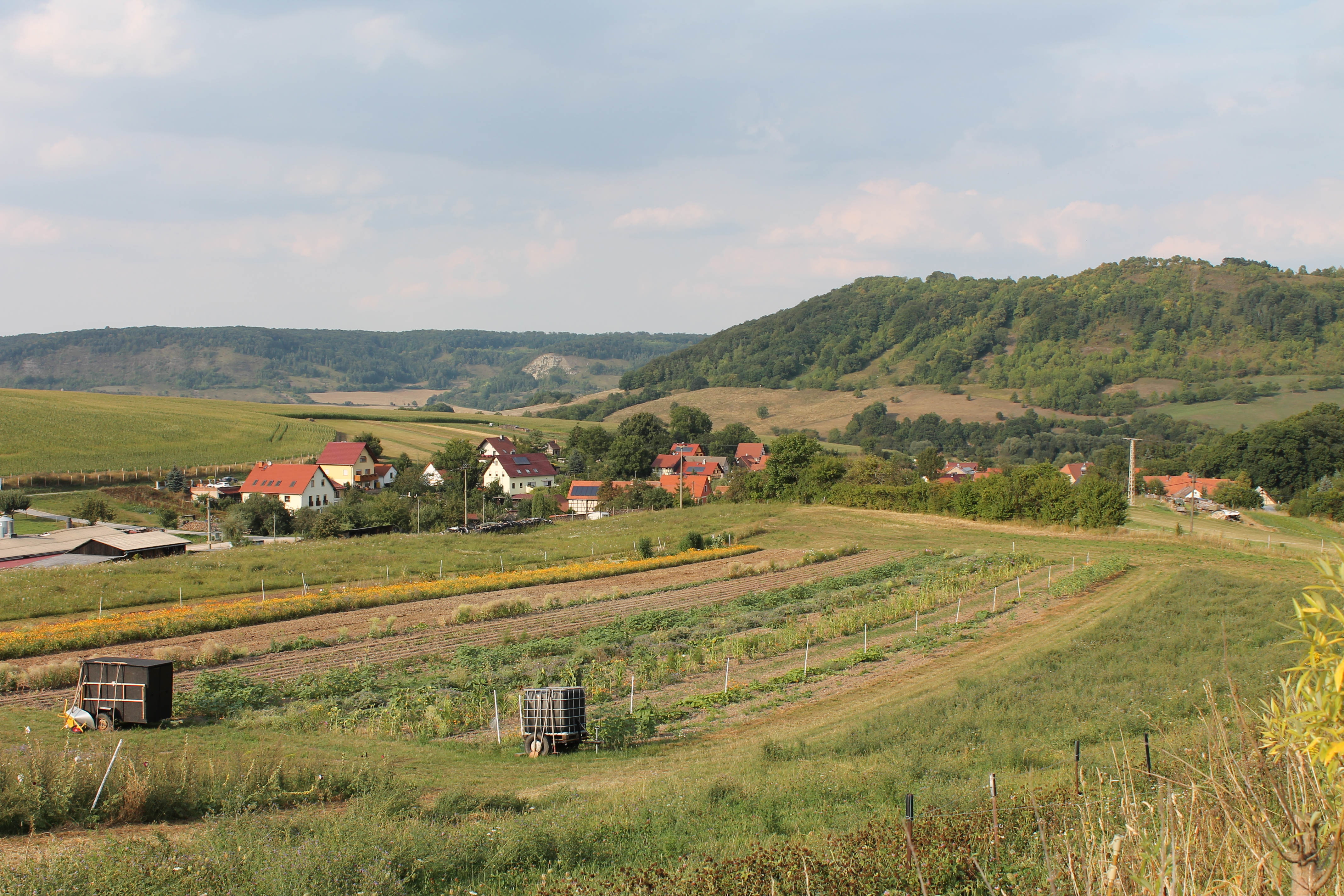
Blick auf Jenalöbnitz

## Geografie
Angrenzende Gemeinden sind Golmsdorf im Nordwesten, Löberschütz im Norden, Graitschen im Nordosten, die Stadt Bürgel im Osten, Großlöbichau im Süden sowie die kreisfreie Stadt Jena im Westen.

## Ersterwähnung
Wolfgang Kahl berichtet von der urkundlichen Ersterwähnung vom 6. September 1185. Eine Ersterwähnung des Ortes stammt allerdings erst aus dem Jahre 1220. In einer Urkunde vom 9. November 1220 erscheint ein Bruno de Lubenescz als Zeuge. Der Ort selbst wird erstmals in einer Urkunde vom 29. März 1395 genannt. Zu jener Zeit erwarb der Stadtrat von Jena das Brückenhofsdorf Jenalöbnitz mit allen Rechten von Walther Zerlen und Hans von Naumburg. Zuvor gehörte es als Niederlöbnitz zum Amt Windberg und wurde auch als  Lobenicz am Gleisberge bezeichnet.
Zum Stand der archäologischen Untersuchungen bringen die Arbeiten von Gotthard Neumann und Hans-Joachim Stoll genauere Aussagen und datieren den ältesten Teil der Turmhügelburg in die Kolonisationszeit. Durch Verkauf kam das Ende des 14. Jahrhunderts noch existierende Niederlöbnitz an die Brückenhofsstiftung der Stadt Jena, wodurch sich in der folgenden Zeit der Name Jena-Löbnitz durchsetzte. Auf dem heutigen Gemarkungsgebiet Jenalöbnitz befand sich neben den beiden Dörfern Oberlöbnitz und Niederlöbnitz auch noch das heute wüst liegende Raßdorf oder Rathsdorf.

## Frühgeschichte
Eine erste Besiedlung des Tales wird schon in der Steinzeit vermutet. Grabungen auf dem Alten Gleisberg haben Funde aus der Zeit um 1500 v. Chr. zu Tage gebracht, die den Kelten zugeordnet werden. Zeitgleich werden landwirtschaftliche Anwesen im Tal vermutet. Eine echte dörfliche Besiedlung fand wahrscheinlich erst durch die Germanen statt. Ab dem 5. Jahrhundert n. Chr. siedelten die Vorfahren der heutigen Thüringer auf dem Areal. Ob auf der heutigen Flur Jenalöbnitz allerdings Siedlungen der Thüringer existierten, konnte bislang nicht nachgewiesen werden. In unmittelbarer Nähe des Ortes fand sich Wasser am Bornloch, wo auch eine Fluchthöhle vorhanden war.
Nach der Zerschlagung des Thüringer Reiches im 6. Jahrhundert kam es zu Abwanderungen der zwischen Saale und Oder lebenden Gruppen, wobei hier wohl zeitgleich eine Vermischung mit den zuwandernden Slawen stattfand. Dieser Prozess ist vor allem im Saalegebiet zu beobachten. Erste sicher slawisch zuzuordnende Bewohner sind durch Urkunden der Reichsklöster Fulda und Hersfeld überliefert.
Um 1836 bestand Jenalöbnitz, das als Ratsdorf zum Saalbrückenamt Jena gehörte, 58 Häuser und 268 Einwohner. Dazu gehörten 1361 Acker, die sich in 686 Acker Artland, 143 Acker Wiesen, 429 Acker Waldung, 22 Acker Hofreiten und Gärten, sowie Gewässer und 80 Acker Leeden und Triften gliederten.

## Sehenswürdigkeiten
Die Kirche St. Katharina stammt aus dem 14. Jahrhundert. Sie wurde 1666 restauriert und besaß zu jener Zeit einen spitzbogigen Triumphbogen. Eine mit Ranken verzierte Glocke aus dem Jahr 1681 trug die Inschrift:
Im Jahr 937 fand man die erste urkundliche Erwähnung der Burg Kirchberg, die teilweise noch erhalten oder restauriert ist.
Ehemalige Bauwerke
- Denkmalgeschütztes Haus von Herrn Fr. Rausche, mit einer Inschrift auf dem gegliederten und tauartig verziertem Tragbalken.[10]
- Der Bühl, eine ehemalige Burganlage, oder befestigte slawische Siedlung, die sich unweit des Ortes auf einer flachen Erhebung befand. Die Anlage entstand vermutlich im 9. oder 10. Jahrhundert und wurde vor 1437 aufgegeben.[11]